# Малпика-ду-Тежу
Малпика-ду-Тежу (порт. Malpica do Tejo)  —  район (фрегезия) в Португалии,  входит в округ Каштелу-Бранку. Является составной частью муниципалитета  Каштелу-Бранку. По старому административному делению входил в провинцию Бейра-Байша. Входит в экономико-статистический  субрегион Бейра-Интериор-Сул, который входит в Центральный регион. Население составляет 758 человек на 2001 год. Занимает площадь 246,10 км².